# Eulophia parviflora
Eulophia parviflora là một loài thực vật có hoa trong họ Lan. Loài này được (Lindl.) A.V.Hall mô tả khoa học đầu tiên năm 1965.